# Vilela (Pungín)
Vilela (llamada oficialmente Santa María de Vilela) es una parroquia del municipio español de Pungín, en la provincia de Orense, Galicia.

## Organización territorial
La parroquia está formada por cinco entidades de población, constando cuatro de ellas en el nomenclátor del Instituto Nacional de Estadística español: 
- A Nogueira
- A Vila
- Barxelas
- Figueiroa
- O Chao

## Demografía
| Gráfica de evolución demográfica de Vilela entre 2000 y 2023 |
|                                                              |
| Datos según el nomenclátor publicado por el INE.             |